# Eulithis leucoptera
Eulithis leucoptera är en fjärilsart som beskrevs av Alexander Michailovitsch Djakonov 1929. Eulithis leucoptera ingår i släktet Eulithis och familjen mätare. Inga underarter finns listade i Catalogue of Life.